# Coluna Mênia
A Coluna Mênia foi uma coluna triunfal erigida no Comício de Roma por Caio Mênio em 338 a.C. para celebrar sua vitória sobre os latinos na batalha de Âncio. A coluna foi usada como parte de um elaborado dispositivo de tempo que determinava a hora final do dia quando o Sol era visto da Cúria Hostília, passando a coluna e se movendo em direção à Prisão Mamertina.

## Localização
| Planimetria do Comício (antes de César) |
| --- |
| Cúria Júlia Templo da Concórdia Altar de Saturno Umbilicus Urbis Senáculo Rostra Antiga Lápis Níger Basílica Pórcia Basílica Opímia Cúria Hostília Cárcere Grecóstase Coluna Mênia Área Volcanal |
| Em pontilhado, o traçado do Comício arcaico. Em cinza, a silhueta da Cúria Júlia, como indicativo de posição.                                                                                    |